# Zvănitjevo
Zvănitjevo (bulgariska: Звъничево) är ett distrikt i Bulgarien.   Det ligger i kommunen Obsjtina Pazardzjik och regionen Pazardzjik, i den centrala delen av landet, 100 km sydost om huvudstaden Sofia.